# Hemiodus unimaculatus
Hemiodus unimaculatus är en fiskart som först beskrevs av Bloch, 1794.  Hemiodus unimaculatus ingår i släktet Hemiodus och familjen Hemiodontidae. Inga underarter finns listade i Catalogue of Life.